# Comté de Martin (Indiana)
Pour les articles homonymes, voir Comté de Martin.
Le comté de Martin, en anglais : Martin County, est un comté de l'État de l'Indiana, aux États-Unis. Son siège est situé à Shoals.
La zone UTC-6 passe par ce comté.
Le 2 avril 2006, le comté de Martin est passé dans la zone de l'Heure du Centre. Leur souhait de retourner dans la zone de l'Heure de l'Est a incité cinq autres Comtés à émettre le même souhait. Le 4 novembre 2007, ils sont repassés dans la zone de l'Heure de l'Est.

## Comtés adjacents
|                  | Comté de Greene |                   |
| Comté de Daviess | comté de Martin | Comté de Lawrence |
|                  | Comté de Dubois | Comté d'Orange    |

## Villes
- Crane